# Алвес, Камила
Ками́ла А́лвес (порт. Camila Alves; 28 января 1982, Белу-Оризонти, Минас-Жерайс, Бразилия) — бразильская фотомодель и дизайнер. В 2001 году Алвес переехала в США из Бразилии и вскоре начала свою карьеру модели в Нью-Йорке.

## Личная жизнь
С 9 июня 2012 года Камила замужем за актёром Мэттью Макконахи, с которым до свадьбы встречалась 5 лет. У супругов есть трое детей: сын Леви Алвес-Макконахи (род.07.07.2008), дочь Вида Алвес-Макконахи (род.03.01.2010) и ещё один сын — Ливингстон Алвес-Макконахи (род.28.12.2012).